# Dobrava, Dobrla vas
Dobrava (nemško Hart) je naselje v Občini Dobrla vas v Okraju Velikovec na Koroškem v Avstriji.